# تحقیقات در زمینه تجربه نزدیک به مرگ
مطالعات نزدیک به مرگ رشته‌ای از روانشناسی و روانپزشکی است که فیزیولوژی، پدیدارشناسی و اثرات بعدی تجربه نزدیک به مرگ (NDE) را مطالعه می‌کند. این رشته در ابتدا با گروه متمایزی از محققان آمریکای شمالی در ارتباط بود که کارهای اولیه ریموند مودی را پیگیری کردند و بعداً انجمن بین‌المللی مطالعات نزدیک به مرگ (IANDS) و مجله مطالعات نزدیک مرگ را تأسیس کردند. از آن زمان این رشته گسترش یافته‌است و اکنون شامل مشارکت طیف گسترده‌ای از محققان و مفسران در سراسر جهان است.

## تجربه نزدیک به مرگ
تجربه نزدیک به مرگ تجربه‌ای است که توسط افرادی گزارش می‌شود که نزدیک به مرگ در یک محیط پزشکی یا غیر پزشکی هستند. جنبه آسیب، و بحرانهای جسمی نیز به عنوان شاخصی برای این پدیده شناخته شده‌است. طبق منابع تخمین زده می‌شود که تجربیات نزدیک به مرگ توسط پنج درصد از جمعیت بزرگسال آمریکایی گزارش شده‌است. طبق IANDS , نظرسنجی (انجام شده در ایالات متحده آمریکا، استرالیا و آلمان) نشان می‌دهد که ۴ تا ۱۵ درصد از افراد NDE را تجربه کرده‌اند. محققان نقش عوامل فیزیولوژیکی، روانشناختی و متعالی مرتبط با NDE را مطالعه می‌کنند. این ابعاد همچنین مبنای سه مدل عمده توضیحی برای NDE است.
برخی از ویژگی‌های کلی NDE شامل برداشت‌های ذهنی از بودن در خارج از بدن فیزیکی است. چشم‌اندازهای بستگان و شخصیت‌های مذهبی متوفی فراتر رفتن از مرزهای خود و مرزهای مکانی. محققان NDE همچنین دریافته‌اند که NDE ممکن است یک تجربه منحصر به فرد غربی نباشد. مفسران یادآوری می‌کنند که به نظر می‌رسد چندین عنصر و ویژگی NDE در فرهنگ‌ها مشابه است، اما جزئیات تجربه (شکل‌ها، موجودات، مناظر) و تفسیر تجربه، بین فرهنگ‌ها متفاوت است. با این حال، چند محقق این فرضیه را که گزارش‌های تجربه نزدیک به مرگ قابل ملاحظه‌ای تحت تأثیر مدل‌های فرهنگی غالب است، به چالش کشیده‌اند.

### عناصر تجربه نزدیک به مرگ
طبق مقیاس تجربه نزدیک به مرگ یک تجربه نزدیک به مرگ شامل چند مورد از ۱۶ عنصر زیر است:
1. زمان سرعت می‌گیرد یا کند می‌شود.
2. فرایندهای فکر سرعت می‌گیرند.
3. بازگشت صحنه‌هایی از گذشته.
4. یک بینش یا درک ناگهانی
5. احساس آرامش یا خوشایند بودن.
6. احساس خوشبختی، یا شادی.
7. احساس هماهنگی یا وحدت با جهان هستی.
8. رویارویی با نور درخشان.
9. حواس زنده تر احساس می‌شود.
10. آگاهی از وقایع در جاهای دیگر، مثل درک خارج حسی (ESP).
11. تجربه صحنه‌هایی از آینده.
12. احساس جدا شدن از بدن.
13. جهانی متفاوت و غیرخودی را تجربه می‌کنید.
14. مواجهه با وجود یا حضور عرفانی، یا شنیدن صدای غیرقابل شناسایی.
15. ملاقات با درگذشتگان یا شخصیت‌های معنوی و مقدس.
16. آمدن به یک مرز، یا نقطه بازگشت.

در یک مطالعه منتشر شده در مجله لانست ون لمل و همکارانش عناصر ده گانهٔ تجربه نزدیک مرگ را به صورت زیر لیست کرده اند: Note a
1. آگاهی از مرده بودن.
2. احساسات مثبت
3. تجربهٔ خارج از بدن.
4. عبور از یک تونل.
5. ارتباط با نور.
6. مشاهده رنگها
7. مشاهده یک منظره ملکوتی.
8. ملاقات با درگذشتگان
9. مرور زندگی.
10. حضور مرز.

### اثرات پس از تجربه
طبق منابع تجربه نزدیک مرگ با تعدادی از اثرات بعدی، یا اثرات تغییر دهنده زندگی، همراه است. این تأثیرات، که اغلب توسط محققان خلاصه می‌شوند، شامل تعدادی از تغییرات در ارزش‌ها، نگرش و اعتقاد که منعکس کننده تغییرات بنیادی شخصیت است و ایجاد چشم‌انداز جدیدی در شخص  از زندگی و مرگ، روابط انسانی و معنویت می باشد. بسیاری از این تغییرات، مثبت یا مفید در نظر گرفته می‌شوند. ون لومل و همکارانش یک تحقیق پیگیری طولانی را در مورد فرآیندهای تحول پس از NDE انجام دادند و یک اثر تحول آفرین طولانی مدت را تجربه کردند.
با این حال، همه اثرات جانبی مفید نیستند. این ادبیات شرایطی را توصیف می‌کند که تغییر در نگرش و رفتار می‌تواند منجر به پریشانی، مشکلات روانی - اجتماعی یا روحی روانی شود. Note b اغلب مشکلات مربوط به سازگاری با شرایط جدید پس از تجربه نزدیک به مرگ و ادغام آن در زندگی عادی است. دسته دیگری، به اصطلاح تجربه‌های ناراحت‌کننده یا ناخوشایند نزدیک به مرگ، توسط گریسون و بوش بررسی شده‌است.

### مدل‌های توضیحی
بر اساس منابع، مدلهای توضیحی برای پدیدارشناسی و عناصر NDE را می‌توان به چند دسته گسترده تقسیم کرد: روانشناختی، فیزیولوژیکی و استعلایی. تحقیقات در مورد NDEها اغلب متغیرهای هر سه مدل را شامل می‌شود. در مطالعه ای که در سال ۱۹۹۰ منتشر شد، اوونز، کوک و استیونسون  نتایجی را ارائه دادند که از هر سه تفسیر پشتیبانی می‌کند.
هر مدل شامل تعدادی از متغیرها است که غالباً توسط مفسران ذکر یا خلاصه می‌شود:
نظریه‌های روانشناسی پیشنهاد کرده‌اند که NDE می‌تواند نتیجه واکنشهای ذهنی و عاطفی نسبت به تهدید مرگ باشد، یا نتیجه انتظار باشد. متغیرهای روانشناختی دیگر که مورد توجه محققان قرار می‌گیرند عبارتند از: شخصیت زدایی؛ تفکیک؛ تمایل به خیال. و خاطره تولد.
نظریه‌های فیزیولوژیک تمرکز بر توضیحات جسمی، بیولوژیکی یا دارویی برای NDE دارند، اغلب با تأکید بر فیزیولوژی مغز. متغیرهایی که مورد توجه قرار می‌گیرند و اغلب توسط محققان خلاصه می‌شوند، عبارتند از: هیپوکسی مغزی؛ هیپرکاربیا؛ اندورفین؛ سروتونین یا انتقال دهنده‌های عصبی مختلف؛ اختلال در عملکرد لوب گیجگاهی یا تشنج. گیرنده NMDA؛ فعال سازی سیستم لیمبیک؛ دارو؛ ایسکمی شبکیه؛ و فرآیندهای مرتبط با خواب سریع حرکت چشم (REM) یا پدیده‌های ایجاد شده در مرز بین خواب و بیداری.
مدل سوم، که گاهی اوقات توضیح استعلایی نامیده می‌شود، دسته‌هایی موضوعی را در نظر می‌گیرد، که اغلب توسط مفسران خلاصه می‌شوند، که معمولاً از محدوده توضیحات فیزیولوژیکی یا روانشناختی خارج می‌شوند. . این مدل توضیحی بررسی می‌کند که آیا NDE ممکن است به وجود یک زندگی پس از مرگ مرتبط باشد یا تغییر وضعیت هوشیاری؛ تجارب عرفانی (اوج)؛ یا مفهوم تفکیک ذهن و بدن.
چندین محقق در این زمینه نسبت به توضیحاتی صرفاً روانشناختی یا فیزیولوژیکی ابراز نارضایتی کرده‌اند. ون لومل و همکارانش در مورد درج دسته‌های متعالی به عنوان بخشی از چارچوب توضیحی بحث کرده‌اند. محققان دیگری مانند پرنیا، فنویک، و گریسون، بحث گسترده‌ای راجع به رابطه ذهن و مغز و امکانات آگاهی انسان مطرح کرده‌اند.

## تحقیق - تاریخچه و پیشینه
موارد فردی NDE در ادبیات تا دوران باستان شناسایی شده‌است. در قرن نوزدهم، چند تلاش فراتر از مطالعه موارد منفرد پیش رفت - یکی توسط مورمون‌ها به صورت خصوصی و دیگری در سوئیس. تا سال ۲۰۰۵، ۹۵٪ فرهنگهای جهان با ذکر برخی موارد از NDE مستند شده‌است. از سال ۱۹۷۵ تا ۲۰۰۵، حدود ۲۵۰۰ فرد خود گزارش شده در ایالات متحده در مطالعات گذشته نگر دربارهٔ پدیده‌ها با ۶۰۰ نفر دیگر در خارج از ایالات متحده در غرب، و ۷۰ نفر در آسیا مورد بررسی قرار گرفتند. مطالعات آینده نگر، بررسی گروهی از افراد و سپس یافتن افرادی که پس از مدتی NDE داشتند و هزینه بیشتری برای انجام آنها داشت، ۲۷۰ نفر را شناسایی کرده‌است. در کل نزدیک به ۳۵۰۰ مورد فردی بین سالهای ۱۹۷۵ و ۲۰۰۵ در یک مطالعه دیگر بررسی شده‌است. و همه این مطالعات توسط حدود ۵۵ محقق یا تیم محقق انجام شده‌است.